# Dictyosoma burgeri
Dictyosoma burgeri és una espècie de peix de la família dels estiquèids i de l'ordre dels perciformes.

## Descripció
- Fa 25 cm de llargària màxima.[7][8]

## Hàbitat i distribució geogràfica
És un peix marí, demersal i de clima temperat, el qual viu al Pacífic nord-occidental: els fons rocallosos de les zones de marees a submareals des del Japó fins al mar de la Xina Oriental i el sud de la península de Corea, incloent-hi la península de Liaodong al nord de la mar Groga.

## Observacions
És inofensiu per als humans.